# 浜田邦裕
浜田 邦裕（はまだ くにひろ、本名：濱田 邦裕、1960年（昭和35年）2月28日 - ）は、日本の建築家、建築評論家。
京都の大学教授。
マスターズオーケストラin京都【MOiK】オーナー・兼・常任指揮者。
オーボエ奏者、チェロ奏者。

## 経歴
名古屋大学工学部建築学科卒業。東京大学大学院工学系研究科終了。
大学時代は、鉄筋コンクリート部材解析が専門。その後東京大学大学院工学系研究科に進学し、火災モデリングを研究する。
大学院修了後、竹中工務店設計部で構造設計を担当、横浜アリーナ、品川プリンスホテルを担当する。ロンドンのAAスクールに留学、Peter Cook, Ron Herron, Jan Kaplickyに建築を師事する。第2回ＭＣＨ House of Cup 設計競技(1988)佳作、デザイン博国際設計競技(1989)で最優秀賞を受賞した。
ＡＡスクール卒業後、ダニエル・リベスキンド事務所（ベルリン）で、ユダヤ博物館増築計画に携わる。
帰国後、いくつかの大学で設計を教えると同時に、建築評論活動をはじめる。
そのおりに、第11回美術手帖芸術評論に「アンビルトの理論」で入選。
現在は、現代音楽に活動の中心を移し、マスターズ・オーケストラin京都、アンサンブル・モデルネ・KYOTOで、指揮、作曲、オーボエによる活動をしている。

## 著作
- 『建築と非建築のはざまで』（1995年、R・ハービソン著、鹿島出版会）
- 『アンビルトの理論』（1995年、INAX出版）
- 『ロンドン・アヴァンギャルド』（1996年、鹿島出版会）
- 『アーキグラム』（1999年、アーキグラム著、鹿島出版会）
- 『現代音楽の練習帖』（2007年、世界思想社）
- 『多言語学習の練習帖』（2010年、世界思想社）
- 『京都まちあるき練習帖』（2010年、昭和堂）
- 『芸術評論の論証カード』；電子書籍版（2013年、紀伊國屋書店）